# Film in 1990
Dit artikel gaat over de films die in het jaar 1990 zijn uitgebracht.

## Succesvolste films
De tien films uit 1990 die het meest opbrachten.
| Rang | Titel                       | Distributeur         | Opbrengst wereldwijd |
| ---- | --------------------------- | -------------------- | -------------------- |
| 1    | Ghost                       | Paramount Pictures   | $ 505.702.588        |
| 2    | Home Alone                  | 20th Century Fox     | $ 476.684.675        |
| 3    | Pretty Woman                | Walt Disney Pictures | $ 463.406.268        |
| 4    | Dances with Wolves          | Orion Pictures       | $ 424.208.848        |
| 5    | Total Recall                | TriStar Pictures     | $ 261.336.002        |
| 6    | Back to the Future Part III | Universal Pictures   | $ 244.527.583        |
| 7    | Die Hard 2                  | 20th Century Fox     | $ 240.031.094        |
| 8    | Presumed Innocent           | Warner Bros.         | $ 221.303.188        |
| 9    | Teenage Mutant Ninja        | Warner Bros.         | $ 201.965.915        |
| 10   | Kindergarten Cop            | Universal pictures   | $ 201.957.688        |

## Lijst van films
- ¡Átame!
- After Dark, My Sweet
- Air America
- Alissa in Concert
- American Dream
- Another 48 Hrs.
- Arachnophobia
- Avalon
- Awakenings
- Back to the Future Part III
- Bird on a Wire
- The Bonfire of the Vanities
- Bullet in the Head
- Cadillac Man
- Camp Cucamonga
- Captain America
- Chicago Joe and the Showgirl
- Child's Play 2
- Cry-Baby
- Cyrano de Bergerac
- Dances with Wolves
- Darkman
- Days of Thunder
- The Death of the Incredible Hulk
- Death Warrant
- Deathstalker IV: Match of Titans
- Dick Tracy
- Die Hard 2: Die Harder
- DuckTales the Movie: Treasure of the Lost Lamp
- Edward Scissorhands
- The Exorcist III
- The Final Sacrifice
- Fire Birds
- Flatliners
- The Forbidden Dance (ook bekend onder de naam Lambada, the Forbidden Dance)
- Ghost
- Gifted
- The Godfather Part III
- Goodfellas
- Green Card
- Gremlins 2: The New Batch
- The Grifters
- De gulle minnaar
- Hamlet
- Han de Wit
- The Handmaid's Tale
- Hard to Kill
- Havana
- Heart Condition
- Holland Wonderland
- Home Alone
- House Party
- The Hunt for Red October
- In krakende welstand
- Industrial Symphony No. 1: The Dream of the Broken Hearted
- Internal Affairs
- It
- Jacob's Ladder
- Joe Versus the Volcano
- Ju Dou
- Kindergarten Cop
- King of New York
- Koko Flanel
- Kracht
- Krokodillen in Amsterdam
- Laser Mission
- Look Who's Talking Too
- Lord of the Flies
- Madonna: Truth or Dare
- Le Mari de la coiffeuse
- Marked for Death
- Memphis Belle
- Mermaids
- Miami Blues
- Miller's Crossing
- Misery
- Mo' Better Blues
- Moon 44
- Mr. and Mrs. Bridge
- My Blue Heaven
- De nacht van de wilde ezels
- The NeverEnding Story II: The Next Chapter
- Night of the Living Dead
- Nikita
- Pacific Heights
- Het Phoenix Mysterie
- Porte aperte
- Postcards from the Edge
- Predator 2
- Presumed Innocent
- Pretty Woman
- Problem Child
- Quick Change
- De Reddertjes in Kangoeroeland
- Repossessed
- Reversal of Fortune
- RoboCop 2
- Rocky V
- Romeo
- Rosencrantz & Guildenstern Are Dead
- The Salute of the Jugger
- The Sheltering Sky
- A Shock to the System
- Soultaker
- Spelen of sterven
- Stanley & Iris
- Stanno tutti bene
- Stella
- Swordsman
- Teenage Mutant Ninja Turtles
- Three Men and a Little Lady
- Total Recall
- Tremors
- Ultra Warrior
- Vincent & Theo
- Een vreemde liefde
- Welcome Home, Roxy Carmichael
- White Hunter Black Heart
- Wild at Heart
- The Witches
- Young Guns II

1870-1879 · 1880-1889 · 1890 · 1891 · 1892 · 1893 · 1894 · 1895 · 1896 · 1897 · 1898 · 1899 · 1900 · 1901 · 1902 · 1903 · 1904 · 1905 · 1906 · 1907 · 1908 · 1909 · 1910 · 1911 · 1912 · 1913 · 1914 · 1915 · 1916 · 1917 · 1918 · 1919 · 1920 · 1921 · 1922 · 1923 · 1924 · 1925 · 1926 · 1927 · 1928 · 1929 · 1930 · 1931 · 1932 · 1933 · 1934 · 1935 · 1936 · 1937 · 1938 · 1939 · 1940 · 1941 · 1942 · 1943 · 1944 · 1945 · 1946 · 1947 · 1948 · 1949 · 1950 · 1951 · 1952 · 1953 · 1954 · 1955 · 1956 · 1957 · 1958 · 1959 · 1960 · 1961 · 1962 · 1963 · 1964 · 1965 · 1966 · 1967 · 1968 · 1969 · 1970 · 1971 · 1972 · 1973 · 1974 · 1975 · 1976 · 1977 · 1978 · 1979 · 1980 · 1981 · 1982 · 1983 · 1984 · 1985 · 1986 · 1987 · 1988 · 1989 · 1990 · 1991 · 1992 · 1993 · 1994 · 1995 · 1996 · 1997 · 1998 · 1999 · 2000 · 2001 · 2002 · 2003 · 2004 · 2005 · 2006 · 2007 · 2008 · 2009 · 2010 · 2011 · 2012 · 2013 · 2014 · 2015 · 2016 · 2017 · 2018 · 2019 · 2020 · 2021 · 2022 · 2023 · 2024 · 2025